# Laša Šavdatuašvili
Laša Šavdatuašvili (gruzínsky ლაშა შავდათუაშვილი), (* 31. ledna 1992 v Gori, Gruzie) je gruzínský zápasník-judista, olympijský vítěz z roku 2012.

## Sportovní kariéra
Judu se věnuje od 12 let Gori. Po úspěšném roku 2011 v juniorech ho v roce 2012 tehdejší reprezentační trenér seniorů Peter Seisenbacher zařadil do seniorského týmu v pro Gruzínce dlouhodobě problematické pololehké váze. Své předpoklady splnil nad očekávání a během necelých čtyř měsíců si zajistil kvalifikaci na olympijské hry v Londýně. V úvodním kole porazil na ippon judistu z Chile samibistickou technikou kubi-nage. V dalším kole se utkal s Francouzem Davidem Larosem. V závěrečných sekunda ho poslal na yuko technikou o-uči-gari, ale rozhodčí po konzultaci svůj verdikt stáhli. V prodloužení se mu ve druhé minutě nastavení podařila zvedačka, o kterou se celý zápas snažil a zvítězil na ippon. Ve čtvrtfinále se utkal s domácím Britem Colinem Oatesem. Čtvrtfinálový duel se odehrával většinu času na zemi a v normální hrací době skončil nerozhodně. V prodloužení chytil Brita po jeho neúspěšném pokusu o sumi-gaeši na zemi a udržel ho požadovanou dobu na ippon. V semifinále se utkal s Japoncem Masaši Ebinumou, kterého v polovině zápasu zaskočil technikou sumi-gaeši na ippon. Ve finále si takticky pohlídal výhru na yuko technikou o-uči-gari nad Maďarem Miklósem Ungvárim a získal zlatou olympijskou medaili.
V roce 2013 pokračoval v úspěšném roce 2012. Před mistrovství světa v Riu se však u něho projevil problém se shazováním váhy a od roku 2014 šel do vyšší váhové kategorie. V roce 2015 dosahoval velmi dobrých výsledků, které mu však na mistrovství světa a Evropy pokazil Francouz Pierre Duprat. V roce 2016 uspěl v náročné gruzínské nominaci na olympijské hry v Riu. V úvodním kole se utkal s Kubáncem Magdielem Estradou. Hned v první minutě poslal Kubánce technikou ura-nage na wazari a zápas zakončil stylově v jeho polovině, když svého soupeře hodil technikou harai-makikomi na wazari-ippon. V dalším kole porazil technikou o-uči-gari judistu ze Srí Lanky na ippon a ve čtvrtfinále se utkal s Japoncem Šóheiem Ónem. V první minutě se nechal hodit technikou koši-guruma na wazari a zbytkem zápasu pokazil Ónovi statistiku tím, že neprohrál na ippon. V opravách nejprve porazil v závěru kontrachvatem Rusa Děnisa Jarceva na ippon a v boji o třetí místo zalomil na ippon technikou ko-soto-gake Izraelce Sagi Mukiho. Získal bronzovou olympijskou medaili.
Laša Šavdatuašvili je pravoruký judista, jeho osobní technika je o-uči-gari a různé zápasnické strhy a chvaty z boje zblízka. Na tatami vyniká velkou dynamikou pohybu.

### Vítězství
- 2012 - 3× světový pohár (Tbilisi, Praha, Buenos Aires)
- 2015 - 2× světový pohár (Řím, Záhřeb)
- 2016 - 1× světový pohár (Almaty)

## Vyznamenání
- Prezidentský řád znamenitosti – Gruzie, 2018[1]

## Výsledky
| Olympijské hry     |     |    | 1. |     |     |     | 3. |  |  |  |  |  |  |  |  |  |  |  |  |  |  |  |
| Mistrovství světa  | —   | —  |    | úč. | úč. | úč. |    |  |  |  |  |  |  |  |  |  |  |  |  |  |  |  |
| Evropské hry       |     |    |    |     |     | úč. |    |  |  |  |  |  |  |  |  |  |  |  |  |  |  |  |
| Mistrovství Evropy | —   | —  | 3. | 1.  | úč. | úč. | 2. |  |  |  |  |  |  |  |  |  |  |  |  |  |  |  |
| MS juniorů         | úč. | 3. |    |     |     |     |    |  |  |  |  |  |  |  |  |  |  |  |  |  |  |  |
| ME juniorů         | úč. | 1. |    |     |     |     |    |  |  |  |  |  |  |  |  |  |  |  |  |  |  |  |